# Thorellina anepsia
Thorellina anepsia là một loài nhện trong họ Araneidae.
Loài này thuộc chi Thorellina. Thorellina anepsia được Wladislaus Kulczynski miêu tả năm 1911.